# Jacques François de Chastenet de Puységur

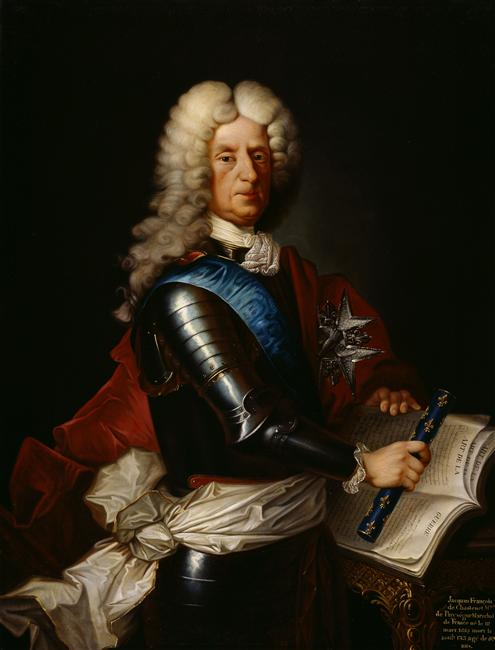
Jacques François de Chastenet de Puységur (Porträt mit Marschallstab und seiner Schrift Art de la Guerre, Anonym, 1734/43, Musée de l’Armée)

Jacques François de Chastenet, Marquis de Puységur (13. August 1656 in Paris; † 15. August 1743 ebenda) war ein französischer Adliger und Militär. Er wurde von Ludwig XV. zum Marschall von Frankreich erhoben und war der Großvater von Armand Marie Jacques de Chastenet de Puységur (1751–1825) und Antoine Hyacinthe de Chastenet de Puységur (1752–1809).

## Leben
Jacques François de Chastenet gehörte einer gaskognischen Adelsfamilie an, zu seinen Vorfahren gehören Nicolas de Chastenet, Seigneur de Puységur (1482–1551), Konsul von Lectoure (1513), und dessen Sohn Bernard de Chastenet, Seigneur de Puységur (1529–1600), Gentilhomme ordinaire de la Chambre du Roi. Er war der Sohn von Jacques de Chastenet de Puységur, Vicomte de Buzancy, Maréchal de camp des Armées du Roi (1600–1682), und Marguerite du Bois du Liège.
Ab dem Alter von 17 Jahren diente er im Régiment du Roi, in dem er zum Lieutenant-colonel befördert wurde. 1690 wurde er zum Maréchal des Logis des Camps et Armées du Roi ernannt, eine Amt, dessen Bezeichnung variabel war; er handelte sich um eine Funktion an der Schnittstelle zwischen den Officiers d‘Épée, die im Kampf standen, und den Officiers de Plume, die sich um die Verwaltung und Logistik kümmerten, und damit einem Stabschef ähnlich. Er unterstützte insbesondere den Maréchal de Luxembourg auf seinen Feldzügen.
Als Spezialist für Logistik wurde er regelmäßig von Ludwig XIV. konsultiert und von ihm in die informellen Kriegsräte von 1695 und 1696 berufen und wirkte dadurch an der sogenannten Kabinettsstrategie mit. Er wurde 1698 zum Gentilhomme de la manche des Duc de Bourgogne ernannt, aber es ist offensichtlich, dass die Ernennung nicht dazu gedacht war, dem Prinzen zu dienen, sondern ein Vertrauensbeweis war.
Ludwig XIV. schickte ihn 1701 bis 1703 in die Spanischen Niederlande, um die Versorgung der Truppen mit Getreide zu sicherzustellen. Dann sandte er ihn zu seinem Enkel Philipp V. von Spanien, um die Armee zu reformieren. Er erhielt den Titel eines Directeur des Troupes du Roi de France, um deren Versorgung sicherzustellen, und kritisierte insbesondere die von Jean Orry eingerichtete Administration.
1704 wurde er zum Lieutenant-général befördert. 1708 nahm er an der Schlacht bei Oudenaarde teil, in der er seine Ablehnung der Taktik des Duc de Vendôme zum Ausdruck brachte, der für ihn für die Niederlage verantwortlich war. Damit entband er den Duc de Bourgogne von der Verantwortung, die ihm ein Teil des Hofes zuwies.
1715 machte der Regent, dessen Vertrauter er war, ihn zum Mitglied des Kriegsrates, in dem er für Straßen, Truppenunterkünfte und Disziplin zuständig war. Den jungen König Ludwig XV. unterrichtete er in Militärtheorie.
1734 wurde er von Ludwigs XV. zum Marschall von Frankreich erhoben. Am 17. Mai 1739 machte er ihn zum Ritter im Orden vom Heiligen Geist. Als Gouverneur von Condé und Bergues wurde er um Commandant en Chef der Nordarmeen ernannt.
Er starb am 15. August 1743 in Paris, eine Woche nachdem er am 7. August sein Testament diktiert hatte, in dem er um ein einfaches Begräbnis ohne die Attribute seines Rangs als Marschall bat.

## L’Art de la guerre
Jacques François de Chastenet verfasste diese Abhandlung am Ende seines Lebens, hatte sie jedoch durch verschiedene Memoiren und Notizen vorbereitet, die er im Laufe seiner Karriere geschrieben hatte. In dieser Schrift L‘Art de la Guerre (1748) zeigt er den Stand der Kriegskunst während seiner Zeit auf. Das Manuskript mit seinen Grundsätzen und Regeln der Kriegskunst wurde 1749 von seinem Sohn in Frankreich herausgegeben. Das Werk wurde von Georg Rudolph Fäsch (1710–1787) ins Deutsche übersetzt.
- Art de la Guerre, par principes et par règles. Ouvrage de M. Le Maréchal de Puysegur. Mis au jour par M. Le Marquis de Puysegur, son fils. Charles-Antoine Jombert, Paris 1748; gallica.bnf.fr
  - gekürzte französische Ausgabe:
 Puysegur (François-Jacques de Chastenet, marquis de), Traverse (Baron Jean-Victor de): Extrait de la première partie de l’Art de la guerre de M. le Maréchal de Puysegur, avec des observations & des réflexions traitées en abrégé. Par M. le baron de Traverse. Charles-Ant. Jombert et Hochereau l’aîné, Paris 1752; Textarchiv – Internet Archive.

Deutsche Übersetzung
- Des Herrn Marschalls von Puysegur Grundsätze und Regeln der Kriegs-Kunst, herausgegeben von seinem Sohne Maréchal de Camp in Frankreich. Aus dem Französischen übersetzet von George Rudolph Fäsch. Johann Friedrich Gleditschens Handlung, Leipzig 1753; e-rara.ch – 1, 2

## Ehe und Familie
Jacques François de Chastenet heiratete am 23. September 1714 in zweiter Ehe Jeanne-Henriette de Fourcy de Chessy (* 9. November 1692; † 17. Dezember 1737), älteste Tochter von Henri-Louis de Fourcy, Comte de Chessy, und Jeanne de Villars. Ihre Kinder waren:
- Jeanne-Henriette de Chastenet de Puységur (* 29. August 1715), ⚭ 20. März 1736 Charles-François de Nettancourt, Comte de Vaubécourt
- François-Jacques de Chastenet de Puységur (1716–1782), Großkreuz des Ordre royal et militaire de Saint-Louis, Lieutenant-général des Armées du Roi[11] – die Eltern von Armand Marie Jacques de Chastenet de Puységur (1751–1825) und Antoine Hyacinthe de Chastenet de Puységur (1752–1809).
- Marie-Anne de Chastenet de Puységur (* 21. September 1719); ⚭ 21. April 1740 Marquis Pierre de Civille, Seigneur de Saint-Mars et de Buchy;
- Hélène-Adélaïde de Chastenet de Puységur (* 5. Februar 1726; † August 1748); ⚭ 16. März 1744 NN Marquis de Choisy-Moigneville in Lothringen.